# مستوقف السيارات 2: كنت أنتظر
مستوقف السيارات 2: كنت أنتظر (بالإنجليزية: The Hitcher II: I've Been Waiting)‏ هو فيلم رعب وإثارة وجريمة تم إنتاجه في الولايات المتحدة وصدر سنة 2003 بطولة جيك بوسي وسي توماس هاول وكاري فوهرر.

## القصة
قاتل متسلسل سادي يرهب زوجين يقودان سيارته على طريق سريع ريفي في تكساس بينما يقتل العديد من الأشخاص ويورطهم بجرائمه.

## وصلات خارجية
مستوقف السيارات 2: كنت أنتظر على موقع IMDb (الإنجليزية)
- مستوقف السيارات 2: كنت أنتظر على موقع روتن توميتوز (الإنجليزية)
- مستوقف السيارات 2: كنت أنتظر على موقع نتفليكس (الإنجليزية)
- مستوقف السيارات 2: كنت أنتظر على موقع ألو سيني (الفرنسية)
- مستوقف السيارات 2: كنت أنتظر على موقع أول موفي (الإنجليزية)
- مستوقف السيارات 2: كنت أنتظر على موقع فيلمافينيتي (الإسبانية)
- مستوقف السيارات 2: كنت أنتظر على موقع قاعدة بيانات الفيلم (الإنجليزية)
- مستوقف السيارات 2: كنت أنتظر على موقع ليتربوكسد (الإنجليزية)
- مستوقف السيارات 2: كنت أنتظر على موقع كينوبويسك (الروسية)